# Petyr Arnaudow
Petyr Arnaudow, bułg. Петър Георгиев Арнаудов (ur. 8 sierpnia 1986 w Płowdiwie) – bułgarski szachista, arcymistrz od 2013 roku.

## Kariera szachowa
W 2008 podzielił I m. (wspólnie z m.in. Władysławem Niewiedniczym) w turnieju Felix Cup w Băile Felix. W 2009 zajął III m. (za Karelem van der Weide i Eckhardem Schmittdielem) w kołowym turnieju w Augsburgu, zajął II m. (za Jewgienijem Piankowem) w Ambès oraz wystąpił w rozegranym w Błagojewgradzie finale indywidualnych mistrzostw Bułgarii, zajmując IV miejsce. W 2010 zajął III m. (za Mihai Șubą i Władimirem Petkowem) w Arvier. Normy na tytuł arcymistrza wypełnił w latach 2010 (w Livigno – II m. za Igorem Naumkinem), 2012 (w Złotych Piaskach i Ejlacie) oraz 2013 (w Skopje). W 2012 zwyciężył w Villard-de-Lans. W 2013 podzielił II m. (za Aleksandrem Daninem, wspólnie z m.in. Krasimirem Rusewem) w Hofheim am Taunus, podzielił II m. (za Krikorem Mekhitarianem, wspólnie z m.in. Sandro Mareco) w Warnie, podzielił I m. (wspólnie z Krasimirem Rusewem i Igorem Naumkinem) w Mediolanie oraz wystąpił w reprezentacji Bułgarii na rozegranych w Warszawie drużynowych mistrzostwach Europy. W 2014 podzielił I m. (wspólnie z Sašą Martinoviciem i Ivanem Žają) w otwartym turnieju w Zagrzebiu.
Najwyższy ranking w dotychczasowej karierze osiągnął 1 sierpnia 2013, z wynikiem 2494 punktów zajmował wówczas 12. miejsce wśród bułgarskich szachistów.